# Lapptjärnarna (Ströms socken, Jämtland, 711718-145541)
Lapptjärnarna är en sjö i Strömsunds kommun i Jämtland och ingår i Ångermanälvens huvudavrinningsområde. Sjön har en area på 0,148 kvadratkilometer och ligger 553,3 meter över havet. Lapptjärnarna ligger i Gråberget-Hotagsfjällen Natura 2000-område.

## Delavrinningsområde
Lapptjärnarna ingår i det delavrinningsområde (711694-145561) som SMHI kallar för Utloppet av Lapptjärnarna. Medelhöjden är 557 meter över havet och ytan är 0,36 kvadratkilometer. Det finns inga avrinningsområden uppströms utan avrinningsområdet är högsta punkten. Vattendraget som avvattnar avrinningsområdet har biflödesordning 5, vilket innebär att vattnet flödar genom totalt 5 vattendrag innan det når havet efter 283 kilometer. Avrinningsområdet består mestadels av skog (58 procent). Avrinningsområdet har 0,15 kvadratkilometer vattenytor vilket ger det en sjöprocent på 40,8 procent.